# Flora (Misisipi)
Flora es un pueblo del Condado de Madison, Misisipi, Estados Unidos. Según el censo de 2000 tenía una población de 1.546 habitantes.

## Demografía
Según el censo de 2000, había 1.546 personas, 575 hogares y 416 familias residiendo en la localidad. La densidad de población era de 175,6 hab./km². Había 606 viviendas con una densidad media de 68,8 viviendas/km². El 57,05% de los habitantes eran blancos, el 42,04% afroamericanos, el 0,65% amerindios y el 0,19% pertenecía a dos o más razas. El 0,32% de la población eran hispanos o latinos de cualquier raza.
Según el censo, de los 575 hogares en el 36,5% había menores de 18 años, el 44,7% pertenecía a parejas casadas, el 25,0% tenía a una mujer como cabeza de familia, y el 27,5% no eran familias. El 25,4% de los hogares estaba compuesto por un único individuo, y el 9,7% pertenecía a alguien mayor de 65 años viviendo solo. El tamaño promedio de los hogares era de 2,69 personas, y el de las familias de 3,21.
La población estaba distribuida en un 29,3% de habitantes menores de 18 años, un 9,4% entre 18 y 24 años, un 30,8% de 25 a 44, un 19,7% de 45 a 64, y un 10,9% de 65 años o mayores. La media de edad era 32 años. Por cada 100 mujeres había 86,3 hombres. Por cada 100 mujeres de 18 años o más, había 82,2 hombres.
Los ingresos medios por hogar en la localidad eran de 38.077 dólares ($), y los ingresos medios por familia eran 41.324 $. Los hombres tenían unos ingresos medios de 31.786 $ frente a los 22.176 $ para las mujeres. La renta per cápita para la ciudad era de 16.075 $. El 25,3% de la población y el 18,7% de las familias estaban por debajo del umbral de pobreza. El 44,4% de los menores de 18 años y el 10,6% de los habitantes de 65 años o más vivían por debajo del umbral de pobreza.

## Geografía
Según la Oficina del Censo de los Estados Unidos, la localidad tiene un área total de 8,8 km², todos ellos correspondientes a tierra firme.